# Rabotnichesko Delo
Rabotnichesko Delo (en búlgaro: Работническо дело, Acción de los Obreros) fue un periódico en Bulgaria que fue el órgano oficial del Comité Central del Partido Comunista Búlgaro (PCB) y fue uno de los diarios de mayor circulación en la República Popular de Bulgaria. El diario fue fundado en 1927 y tenía su sede en la capital Sofía. Fue renombrado en 1990 con el nombre de Duma. Duma, debido a algunos problemas financieros, actualmente continúa imprimiéndose.
Rabotnichesko Delo fue inicialmente el periódico semanal del Partido Comunista Búlgaro. Aunque fue clausurado después del golpe de Estado de 1934 se publicó clandestinamente hasta 1944. En 1938 se fusionó con.Rabotnicheski Vestnik, el periódico del PCB, fundado en 1897. Rabotnichesko Delo criticó el gobierno burgués, propagó las ideas del comunismo y se pronunció contra la participación del país en la Segunda Guerra Mundial como parte de las potencias del Eje, apoyando a la Unión Soviética.
Después del golpe de Estado de 1944 el diario se convirtió en el principal órgano de propaganda del partido. Desapareció tras la caída de la República Popular de Bulgaria y el PCB en 1990.

## Reconocimientos
- Orden de Georgi Dimitrov (1957)[2]